# Aminata Diaw
Aminata Diaw Cissé (Saint Louis, 24 de mayo de 1959-Dakar, 14 de abril de 2017) fue una filósofa política senegalesa. Fuertemente influenciada por el filósofo suizo Jean-Jacques Rousseau y su propio contexto académico, Diaw escribió sobre ciudadanía, sociedad civil, democracia, desarrollo, etnicidad, género, globalización, derechos humanos, identidad, nacionalidad y Estado en el contexto africano y senegalés, utilizando una visión política, pero también feminista.  

## Trayectoria
Nació en 1959 en Saint-Louis, y era hija de una ama de casa y un maestro, y asistió al liceo local Amet Fall. En 1977, con 19 años, aprobó el bachillerato con los máximos honores y abandonó Senegal para estudiar en Francia. Se matriculó en el liceo Paul Cézanne en Aix-en-Provence y obtuvo un diploma de estudios universitarios generales en Filosofía. Al año siguiente, se trasladó al liceo Masséna de Niza para cursar una licenciatura en Filosofía y un Diploma de Estudios Universitarios Generales (DEUG), antes de cursar un Master en la Universidad de Niza Sophia Antipolis en 1981. Se doctoró con matrícula de honor en 1985 con una tesis sobre la teoría de los conflictos del pensamiento político de Rousseau titulada « La théorie des conflits dans la pensée politique de Jean-Jacques Rousseau».
Tras licenciarse, regresó a Senegal y se incorporó al Departamento de Filosofía de la Facultad de Letras y Ciencias Humanas de la Universidad de Dakar (UCAD). Impartió clases como profesora adjunta en filosofía política entre 1986 y 1989, siendo una de las primeras mujeres senegalesas en enseñar filosofía en la universidad. En 1988, Diaw escribió Rousseau et la Révolution française : â propos de la théorie de I'État (Rousseau y la Revolución Francesa: sobre la teoría del Estado), L'autorité du Souverain ou le pari de la liberté chez Jean-Jacques Rousseau (La autoridad del Soberano o la apuesta de la libertad en Jean-Jacques Rousseau) y Du refus du modèle á l'invocation d'autorité : Rousseau et Montaigne (Del rechazo del modelo a la invocación de la autoridad: Rousseau y Montaigne) dos años después. En 1990, fue nombrada catedrática e impartió clases durante un año en la escuela privada Institut Supérieur de Gestion en Dakar. Dos años más tarde, fue galardonada en la primera edición del Consejo para el Desarrollo de la Investigación en Ciencias Sociales en África (CODESRIA) sobre Gobernanza Democrática, una organización panafricana de investigación académica, publicando la monografía Démocratie et logiques identitaires en Afrique (Democracia y lógicas de identidad en África) en nombre del instituto.
En 1994, Diaw escribió L'invention de la politique en Afrique (La invención de la política en África), y Repenser la société civile (Repensar la sociedad civil) en 1998. Fue nombrada directora de actividades informativas, culturales y deportivas de la Universidad de Dakar en 1996, y cinco años más tarde fue seleccionada como residente del Centro de Estudios y Conferencias de Bellagio de la Fundación Rockefeller en Italia en 2001. Al año siguiente, asumió la presidencia de la Subcomisión Nacional de Ciencias Sociales y Humanidades de la Unesco y la vicepresidencia de la Asociación de Investigación de África Occidental. También fue presidenta de la Comisión de Encuentros e Intercambios de la Bienal de Dakar en 2004, 2006 y 2008, lo que la convirtió en responsable de los intercambios y reuniones de la comisión.
Diaw es autora, junto a la socióloga Fatou Sow, del ensayo La recherche féministe francophone: langue, identités et défis (La investigación feminista francófona: lenguaje, identidades y desafíos) publicado en 1999. En 2002, escribió Les intellectuels entre mémoire nationaliste et représentations de la modernité (Intelectuales entre la memoria nacionalista y las representaciones de la modernidad), en 2004, Nouveaux contours de l'espace public de Afrique (Nuevos contornos del espacio público en África), y en 2005 editó junto a Esi Sutherland-Addy la obra titulada Women Writing Africa, West Africa and the Sahel (Mujeres escribiendo África, África Occidental y el Sahel) publicado por Feminist Press en Nueva York. Fue invitada en 2003 por el programa de estudios africanos de la Universidad de Kansas a la conferencia titulada Senegalese Women Between Positive Law and Islam (Mujeres senegalesas entre la ley positiva y el Islam) sobre el Código de Familia.
Participó en la Conferencia Nacional de Senegal de 2007 a 2009, defendiendo con el político Penda Mbow el mantenimiento del laicismo en la Constitución. Dirigió el Centro de Investigaciones Filosóficas y Epistemológicas para Estudios de la Escuela de Doctorado (CEREPHE) a partir de julio de 2009. Diaw apoyó los derechos de la mujer siendo secretaria general de la Subcomisión Nacional de Ciencias Sociales y Humanas de la Unesco (COSEF), y como miembro de la Asociación Senegalesa de Mujeres Universitarias y de la Red de Trabajadoras Africanas. Su trabajo en la COSEF la llevó a debatir sobre la democratización y la posición de la mujer en este movimiento, y sobre la paridad de género con la Asociación de Abogados Senegaleses. Desde junio de 2010, trabajó como oficial superior de programas en la División de Formación, Subvenciones y Becas de CODESRIA, en colaboración con Unesco, ONU Mujeres y las Comisiones Nacionales de Unesco en un proyecto sobre el movimiento de mujeres y la violencia de género en Gambia, Guinea-Bisáu y Senegal de 2011 a 2012.
De manera constante a lo largo de su carrera, opinó sobre la actualidad senegalesa y africana, sobre temas como ciudadanía, sociedad civil, democracia, desarrollo, etnicidad, género, globalización, derechos humanos, identidad, nacionalidad y Estado, utilizando el pensamiento político de Rousseau, que tuvo una influencia duradera en ella, y sus propias intuiciones. En sus análisis, adoptaba un punto de vista feminista y filosófico. En las diversas funciones que desempeñó, denunciaba un imaginario político excesivamente masculino y la exclusión de las mujeres de los puestos de decisión. Divulgó la historia de las mujeres en África y promovió la aparición de nuevos autores africanos.
Murió a causa de una enfermedad en el hospital universitario de Fann en Dakar, la noche del 14 de abril de 2017.